# Berria
Berria («nuevo/a», también «noticia» en euskera) es un periódico español de información general, editado en euskera, siendo este el único periódico generalista y de tirada regular en España en editarse en esta lengua.

## Historia
Fue fundado en 2003 para ocupar el hueco del diario Euskaldunon Egunkaria, clausurado por decisión judicial. Su primer número apareció el 21 de junio de 2003. Además del diario impreso y de la página web, dispone de una aplicación para teléfono y tableta, y de otra llamada Astekaria en la que selecciona los artículos más destacados de sábado a viernes. 
Es editado por la empresa Euskal Komunikabideen Elkartea. Tiene su sede social y rotativa en la localidad guipuzcoana de Andoáin, y se vende en todos los territorios de ámbito lingüístico vasco. Dispone de delegaciones en Bilbao, Pamplona, Vitoria y Bayona. Es miembro de la Asociación Europea de Diarios en Lenguas Minoritarias o Regionales (MIDAS). Además, los viernes publica varios semanarios provinciales, entre los cuales están Gipuzkoako Hitza, Bizkaiko Hitza, Nafarroako Hitza e Iparraldeko Hitza. 
Su línea editorial es fundamentalmente de izquierdas y progresista y su director fue Martxelo Otamendi hasta 2023, cuando fue sustituido por Amagoia Mujika Tolaretxipi.